# 星海爭霸系列
星际争霸系列是由暴雪娱乐有限公司（Blizzard Entertainment）制作发行的一系列战争题材科幻游戏。游戏系列主要由克里斯·梅森（Chris Metzen）与James Phinney设计开发。游戏的剧情发生在26世纪初期的克普鲁星区——位于遥远的银河系中心。剧情讲述了三个种族之间的斗争，包括来自地球的人类、神秘而强大的星灵以及异形异虫。1998年即时战略游戏《星际争霸》发行，随后便产生了一大批衍生产品，包括8部相关题材的小说、1款桌上游戏以及其他授权商品比如模型玩具等。
暴雪娱乐于1995年开始着手设计《星际争霸》系列游戏。这款游戏首先在1996年的电子娱乐大展（E3 Expo）上进行展示，并最初采用了《魔兽争霸II》的游戏引擎。《星际争霸》同样使暴雪娱乐建立了影片制作部门，最初用以在《星际争霸》的故事主线中插入一系列过场电影短片。
1998年《星际争霸》发行之后，大部分《星际争霸》开发人员继续进行了其官方资料片《母巢之战》（Brood War）的开发。2001年，《星际争霸：幽灵》开始由Nihilistic Software领导开发。不同于先前的即时战略系列游戏，这是一部动作冒险游戏。然而在2004年，《星际争霸：幽灵》宣布被无限期推迟。《星际争霸II》于2010年7月27日发行。《星际争霸II》資料片《星际爭霸II：虫群之心》則于2013年3月12日发行。《星际争霸II》最后一部资料片《星际争霸II：虚空之遗》在2015年11月10日发行。和《星际争霸II：自由之翼》以及《星际争霸II：虫群之心》不同的是，这次虚空之遗在中国大陆的发售与全球战网服务器的时间同步。於2017年8月14日《星际爭霸》及《星际爭霸：怒火燎原》資料片高畫質重製版正式發售。
原版《星际争霸》及其资料片发行初期即受到大量好评，仅于1998年即售出了150万套，是当年销量最好的PC游戏；而十年内總銷售量则超過950萬套。 部分評論媒體將其視為史上最为傑出 和重要 的遊戲之一，並讚揚它對於即時戰略遊戲發展的貢獻。这一系列的游戏吸引了全世界众多的玩家。特别是在韩国，职业选手及战队在电视上进行对抗，收视率很好。
2020年10月，暴雪宣布《星际争霸II》进入维护模式，终止开发新功能，只保留部分安全性与游戏平衡性的维护。

## 故事情节
这一系列的游戏剧情发生在26世纪初期的克普鲁星区（Korprulu Sector）——遥远的银河系中心，讲述了三个种族之间的斗争。
在任何游戏事件均未发生的亘古时期，一个名为“萨尔娜迦”（Xel'Naga）的种族曾经透過基因工程先后改造了星灵与异虫，试图创造出“纯净的物种”。不幸的是，试验最终失败，并且萨尔娜迦几乎完全被异虫所消灭。 在游戏剧情开始的数个世纪前，地球上的强权国际组织“地球联合理事会”（United Earth Directorate）发动了一项殖民计划用以解决地球上严重的人口问题。但是殖民舰队的电脑在运行途中出现故障，使得舰队严重偏离航向，最终迫降在了星灵领域的边缘。 失去了与地球的联络，他们建立了各自的殖民行星并迅速发展起了科技。由于对人类的行为与潜在的精神能力产生了兴趣，星灵悄悄地监视着这里的人类，保护他们免受未知的威胁。然而，为了同化并吸收人类潜在的精神能力，异虫感染了数颗人类行星，但随后被星灵焚毁了。

### 星际争霸
《星际争霸》的劇情開始於第一次蟲族感染的幾天之後。當時的統治政府「泰倫聯邦」由於同時遭受了蟲族和神族攻擊而倍感恐慌。一支由阿克图尔斯·蒙斯克領導的反叛軍「克哈之子」通過使用聯邦的幽能科技將大量蟲族吸引到了聯邦的首都行星塔桑尼斯上，最終推翻了聯邦。趁著聯邦摧毀的權力真空，蒙斯克建立了新的「泰倫自治聯盟」。然而，在塔桑尼斯行星上的戰鬥中，蒙斯克抛棄了其部下莎拉·路易斯·凱莉根使其為蟲族所俘獲並感染；這也導致了蒙斯克的另一個部下吉姆·雷諾帶領一支小型艦隊離開了他。蟲族將凱莉根帶回了查爾行星上的主巢穴並使其重生，隨後開始與塔薩達和黑暗聖堂武士澤拉圖交戰。在刺殺一隻腦蟲的過程中，澤拉圖不慎與主宰產生了心靈連結並暴露了神族的家園艾爾行星的位置。主宰迅速發動了對艾爾的全面入侵，意圖獲取神族的基因，藉此將蟲族進化成最完美的種族。由於塔薩達一直與黑暗聖堂武士合作，因此被祕密議會視為叛徒，但他仍然選擇與澤拉圖回到艾爾，試圖說服議會唯有聯合黑暗聖堂武士的力量才能擊敗主宰，之後在吉姆·雷諾以及聖堂武士菲尼克斯的幫助下，於艾爾發動了對蟲族的決戰。最終，塔薩達駕駛旗艦，採用自殺式攻擊，與強大的主宰同歸於盡。

### 星际争霸：惑星暴乱
讲述2504年，一个叫做勃朗特四号(Brontes IV)的人类殖民地被虫族血洗的惨剧。

### 星际争霸：天降神罚
讲述人类星灵异虫的三个英雄为了争夺可以统治全宇宙的阿古斯晶石(Argus Stone)而展开战斗的故事，这块神石源自140亿年前的前造物世纪，

### 星际争霸：母巢之战
在《母巢之战》的剧情中，星灵的实质领导人变为泽拉图尔和亞坦尼斯。他们将幸存的星灵从艾尔撤到了黑暗圣堂武士的家乡莎库拉斯上。在这里，他们最终寻觅到了Uraj和Khalis两块水晶。待所有星灵撤回一座萨尔娜迦神庙后，两块水晶释放了它们的能量，摧毁了星球上的一切——包括异虫，还有黑暗圣堂武士的家园。与此同时，地球联合理事会（UED）的远征舰队來到了克普魯星區，地球強大的軍事力量摧毁了泰伦自治聯盟并俘获了蟲族新的主宰。但由于萨米尔·杜兰的叛变导致未能俘虏蒙斯克大帝本人。这时，莎拉·凱莉根為了不讓地球軍控制克普魯星區以及重掌蟲權，選擇联合了雷諾、菲尼克斯和蒙斯克对地球联合理事会发动反攻，重新夺回了“泰伦自治聯盟”首都克哈行星；在成功打擊地球軍後，沒想到凯莉根卻突然片面撕毁了同盟合作關係，杀死了蒙斯克的愛將埃德蒙·杜克将军以及神族大將-菲尼克斯。这使得吉姆.雷諾再度离开了莎拉·凱莉根。随后，她脅迫泽拉图杀死了新生的主宰，使凱莉根统治了全部的虫族。在这之后，她击败了神族、残余的UED和自治聯盟，成为了整个星区内最强大的力量。她本人亦登基为“刀锋女王”（Queen of Blades）

### 星际争霸II：自由之翼
在母巢之战结束几年后，对抗“泰倫自治聯盟”毫無起色的吉姆·雷諾沦落在马尔萨拉行星 （Mar Sara）的一间酒吧。这时候吉姆的老友，泰科斯·芬利突然出現，並自称與莫比斯基金會 （Moebius Foundation）達成交換條件，被释放出來帮助莫比斯基金會寻找分散的萨尔娜迦神器，并以莫比斯基金會会以高价購买神器為由邀請吉姆入伙。吉姆在缺乏资金發动更進一步的革命與行動的困境下，答应了泰科斯協助他寻找神器的要求。吉姆在占领了当地泰倫自治聯盟的矿厂后获取了第一个神器碎片。在等待撤离的同时，蟲族卻突然大舉入侵马尔萨拉。吉姆与当地反叛军守候至麥特·霍納上将（Matthew Horner）与吉姆的旗艦海伯利昂号（Hyperion,中国大陆译名“休伯利安号”）一同撤离。在谈话之中，吉姆意识到凱莉根已带领蟲族返回克普鲁星区并入侵许多“泰倫自治聯盟”的核心世界。(注:中国大陆服务器译名不同，为“泰伦帝国”)
在获取神器碎片的途中，吉姆遇到了曾经的老战友：泽拉图，泽拉图给了吉姆一颗装有自身預言的伊翰水晶，警告吉姆刀锋女皇：凱莉根绝不能死，一旦凱莉根死亡，整个宇宙将会陷入万劫不复的深渊。
获取了神器碎片后，吉姆抵达会合点准备与莫比斯基金会的负责人会合，却也惊讶的发现莫比斯基金会的负责人是昔日死对头─阿克图洛斯‧蒙斯克的儿子：维勒安·蒙斯克王子。维勒安以能够使凱莉根变回人类的方法作为交换，让雷诺突击队与自治联盟部队结盟借此完成自己的父亲所办不到的事：消灭虫族。最后双方同心协力在查爾星上启动已经组合完成的神器，用其强大的能量波杀死所有虫族。而在最后吉姆与其他队员进入洞穴，扶起被能量波淨化而虚弱的凱莉根时，泰科斯终于露出了自己的本意：實際上他早跟阿克图洛斯达成了交易，只要杀死凱莉根就能换取自由之身。但最终泰科斯仍不想背叛自己的战友吉姆而故意制造出空档，使自己被吉姆当场射杀。

### 星际争霸II：虫群之心
遊戲情節圍繞蟲族的首領刀鋒女王凱莉根展開，在自由之翼的結尾，雷諾使用一個古老的薩爾那加神器終於擊潰了異蟲的進攻，將凱莉根恢復成人類；失去了領袖人物的異蟲破裂為數個蟲群分佈在克普魯星區上，一個異蟲的寄生女王扎加拉更是想取代凱莉根成為新的首領。
王儲瓦倫裡安為了確定凱莉根有多少部分回覆到人類，將凱莉根隔離在研究所內進行很多實驗和調查，而吉姆‧雷諾陪伴在凱莉根左右並不時給予其重要的支持和鼓勵。然而蒙斯克派幽靈特務諾娃偷襲了研究所，吉姆不幸被逮捕，蒙斯克隨即對外宣稱已經將吉姆處決。為此，凱莉根踏上對蒙斯克的復仇之路，又在澤拉圖的引導下回到蟲群的誕生地，再次變身刀鋒女王，重掌蟲群各勢力，並在數日後救出被囚禁的吉姆。
然而吉姆無法接受再次成為刀鋒女王的凱莉根，卻也無法下手殺死凱莉根，只得宣告兩人分手。
凱莉根為了削弱泰倫帝國的力量，登上了泰倫帝國的科學研究設施:天矛太空站，但是當她突破外層進入設施時，卻見到了塔達林神族、混源體與莫比斯基金會的納魯德博士，她發現納魯德博士其實就是杜蘭並與他戰鬥，當納魯德博士臨死前聲稱他已經復活了薩爾納加埃蒙。最後當凱莉根與蟲族進攻克哈時，因為凱莉根使蟲族部隊按兵不動，讓瓦倫裡安疏散人民，吉姆看到後決定出動海伯利昂號幫助凱莉根。在海伯利昂號的支援下，凱莉根攻入皇宮，卻不幸被蒙斯克使用神器壓制了。關鍵時刻吉姆挺身而出將神器啟動裝置給破壞，讓凱莉根得以處決蒙斯克。阿克圖洛斯死後，凱莉根討伐埃蒙的旅程展開了。

### 星海爭霸II：虛空之遺
神族最年輕的執政官阿坦尼斯集結所有響應聖堂武士號召的族人，組成史上最豪華的黃金艦隊，進行收復母星艾爾的作戰。決戰前夕，被認為出賣母星導致艾爾淪陷於蟲族的暗影聖堂武士澤拉圖現身，警告阿坦尼斯須將焦點放在幕後魔王埃蒙身上，否則神族難逃滅亡命運。雖然相信澤拉圖所說，但亞坦尼斯仍將收復母星列為優先選項，等神族收復母星的瞬間，埃蒙發動當初創造神族時埋藏在神族溝通精神網絡 - 卡拉 - 內的木馬，俘虜了所有倚靠卡拉溝通的神族人心智。不需使用卡拉的澤拉圖犧牲自己，切斷了被俘虜的亞坦尼斯神經束，解放了亞坦尼斯；自責不已的亞坦尼斯率領未被埃蒙俘虜的同胞，駕駛傳說中的方舟 - 亞頓之矛出逃。失去了整批艦隊的亞坦尼斯，為了收復母星與解放被束縛的同胞，他必須與其他不遵從卡拉之道，被放逐的同胞合作，達成真正的神族團結，避免神族滅亡的命運。
自治聯盟指揮官吉姆雷諾，蟲族女王莎拉凱莉根與達蘭神族大主教亞坦尼斯，受到不知名的力量召喚，前往宇宙最深沉之處決戰墮落的薩爾納加，神族與蟲族的造物主亞蒙。在那邊，眾人終於了解亞蒙的墮落與意圖，同時間凱莉根也獲得了他的天命，背負殘殺數億生靈的罪孽，轉身成新生薩爾納加，繼續轉動宇宙生命的輪迴。

## 故事地點

星际争霸II中的克普鲁星区星图，包含了大多数剧情提及的行星。

在游戏中，绝大部分的剧情皆发生在位于银河系的悬臂边缘、距离太阳系六万光年的克普鲁星区（Koprulu Sector）。下表给出了本星区内的大部分行星的名称和中文译名。
| 行星名稱     | 中文譯名   | 環境                                      | 備注                           |
| ------------ | ---------- | ----------------------------------------- | ------------------------------ |
| Aiur         | 艾爾行星   | 叢林（Jungle World）                      | 星灵前主星                     |
| Antiga Prime | 安提卡行星 | 叢林（Jungle World）                      | 前泰伦联邦殖民地               |
| Bhekar Ro    | 贝卡·洛    | 冰天雪地（Ice World）                     | 一座薩爾納加神廟所在地         |
| Braxis       | 布萊西斯   | 冰天雪地（Ice World）                     | 人类殖民地、大量星灵遺跡所在地 |
| Brontes      | 勃朗蒂斯   | 叢林（Jungle World）                      | 前泰伦联邦主要行政区           |
| Char         | 查爾行星   | 熔岩（Ash World）                         | 异虫主巢穴所在地之一           |
| Chau Sara    | 趙·莎拉    | 丛林（Jungle World）                      | 前泰伦联邦邊境殖民地           |
| Dark Moon    | 暗月行星   | 晨曦（Twilight）                          | 未知                           |
| Dylar        | 戴勒行星   | 叢林（Jungle World）                      | 前泰伦联邦主要行政区           |
| Korhal       | 克哈行星   | 沙漠（Desert）                            | 泰伦帝国首都行星               |
| Mar Sara     | 瑪·莎拉    | 丛林（Jungle World）                      | 前泰伦联邦邊境殖民地           |
| Moria        | 莫瑞亞行星 | 叢林（Jungle World）                      | 资源富集，凯-莫兰联军驻地      |
| Nemaka       | 尼玛卡行星 | 未知                                      | 一座薩爾納加神廟所在地         |
| Shakuras     | 夏庫拉斯   | 晨曦（Twilight）                          | 黑暗聖堂武士的主星             |
| Tarsonis     | 塔桑尼斯   | 叢林（Jungle World） 城市（Installation） | 前泰伦联邦首都行星             |
| Tyrador      | 泰拉朵行星 | 未知                                      | 前泰伦联邦主要行政区           |
| Zerus        | 澤瑞斯行星 | 叢林（Jungle World）                      | 异虫的诞生之地                 |

### Aiur
艾爾行星是《星海争霸》科幻宇宙中星灵的故鄉。星球上密布着森林；星灵是這裡唯一的智能生命。一個遠古的文明薩爾納加曾經登上過這個星球並改造了星灵。然而後來星灵開始與薩爾納加為敵，並且互相內戰。在這段稱作“萬世浩劫”（Aeon of Strife）的時間中，星球遭受了極大的破壞。但隨後星灵很快重建了他們的家園，並開始四處殖民。
在《星海争霸》的劇情中，艾爾行星始终是星灵的中心。這裡最高議會（Protoss Conclave）统治著整個星灵社會。同時，由於薩爾納加人留下的一塊凱達琳水晶（Khaydarin Crystal）的力量，艾爾行星上存在着一個巨大的幽能矩陣——所有的星灵依靠它建立心靈鏈結獲得能量（后迁至夏庫拉斯）。
在第二章節中，异虫入侵了艾爾行星。主宰甚至降臨到了它的表面。但在隨後的第三章節中，星灵顽强地與异虫抗爭，並在最後關頭通過領袖塔薩達的犧牲摧毁了主宰。在這場戰鬥中，超過70%的星灵犧牲。在黑暗聖堂武士澤拉圖的建議下，倖存的星灵通過一座空間傳送門（Warp Gate）撤回了黑暗聖堂武士的家園夏庫拉斯行星。
《星海争霸II》中，艾爾依舊是一個荒凉的行星。异虫在行星上肆虐，漫無目的地行走。
與此同時，夏庫拉斯上的許多星灵一直打算重返艾爾，重建他們一度辉煌的文明。

### Antiga Prime
安提卡主星是游戏初期一个泰伦联邦的殖民地。然而，这里的人民对联邦早已失去了信心，因此在克哈之子的帮助下发动了叛乱。吉姆·雷諾和莎拉·凯丽根协助了当地的人民消灭了联邦守军，并为克哈之子建立了基地。
然而随后大量的联邦军队赶来。阿克图尔斯·蒙斯克命令凯丽根安放一座幽能發射器（Psi Emitter），吸引异虫来到行星上以消灭联邦。尽管心中反对，她还是照办了。异虫很快涌入了安提卡主星，摧毁了联邦的基地。柯哈之子趁机离开。随后，由塔萨达领导的星灵舰队来到安提卡主星上空，彻底“净化”了这颗星球。

### Bhekar Ro
贝卡·洛是一座冰封的行星，是一个人类边境殖民地，天气变化无常。

### Char
查尔是一颗不稳定的火山的星球，其上原本鲜有生命存在。在《星际争霸》的剧情中，查尔的環境險惡易守難攻，因此被蟲族選為大本營的所在地，其地表與地底佈滿成千上億的蟲群，莎拉·凱莉根也是於此被改造成刀鋒女王。 在游戏的开始阶段，异虫，星灵和人类在查尔上展开了零星的战斗。在黑暗圣堂武士泽拉图刺杀脑虫Zasz时，异虫主宰发现了艾尔的位置。主宰随即降临到艾尔星上发动进攻，而把凱莉根留在了查尔星上。
在星际争霸：母巢之战 的战役里，因为新生的主宰，查尔再次成为了战争的焦点。地球联合理事会一度成功的挟持了主宰以为己用，但是稍后即被打败，而新生主宰也被凱莉根所威脅的黑暗聖堂武士給消滅。凱莉根随即获得了虫群的统治权并且从此以查尔作为异虫的主巢穴之一。
在星际争霸II：自由之翼的最终战役中，吉姆·雷諾率领突擊隊與王儲維勒安•蒙斯克合作入侵了查尔星，并且利用萨尔纳加神器净化了凱莉根，使其恢复了人类形态。

### Korhal
克哈行星是Terran联邦的一个核心城市，被誉为“联邦宝石”。然而它同时亦是著名的反抗组织「克哈之子」的根据地。

## 組織

### 地球联合理事会
地球联合理事会（United Earth Directorate，UED）是星海爭霸世界中的一个虚构的政府，它是之前的世界政府：联合权力同盟演化而来的，理事会在地球和星系事务中扮演着更加激进的角色。地球联合理事会被认为是基于星舰战将中的联合公民联盟的背景。

## 種族

### 人類
音譯泰倫（Terran，原本是一個科幻詞彙，意為「地表上的」）。泰倫在故事中是專指已移民克魯普星區的人類殖民者，並不包括未參與殖民留在地球上的人類。泰倫具有遺傳的心靈感應力量，然而離自由使用這種能力還很遠。

### 神族
又名首生者，是遊戲中可以操作的主要種族之一，在故事裡被視為「純粹的形式」（pure of form）。神族的母星是位於克普魯星區的艾爾行星，相對於遊戲中其他兩個種族，神族令人感覺更加地神秘。他們有著高度發達的科技，還有非常強大的幽能力量。

### 蟲族
又稱異形、異蟲（Zerg），母星為澤瑞斯星，最大的活動區則是在查爾。為墮落的薩爾那加（Xel'Naga）亞蒙（Amon）所創造的第二個強大的種族，在故事裡被視為「本質的純粹」（purity of essence）。

## 系列游戏
《星际争霸》的主要游戏系列包含了《星际争霸》的故事主线。这一系列的所有游戏都共用同一条时间线，即每一部游戏的剧情都由前一部承载而来。截至2009年7月，主要游戏系列包含了原版《星际争霸》、官方资料片《星际争霸：母巢之战》 以及续集《星际争霸II：自由之翼》。 主系列中的游戏都是即时战略类型的，玩家通过控制三个种族的部队完成剧情关卡。
除此之外，《星际争霸》系列还包括两部非官方资料片。这两部资料片同样基于原版时间线，重点讲述一些其他的人物和设定。 与原版《星际争霸》一样，它们也是即时战略类型的游戏。最后，游戏系列还包含一部正在开发的动作冒险游戏《星际争霸：幽灵》。

### 主要游戏
- 《星际争霸》

- 《星际争霸：叛乱》

- 《星际争霸：报应》

- 《星海爭霸：怒火燎原》

- 《星际争霸：幽灵》

- 《星海争霸II：自由之翼》

- 《星海爭霸II：蟲族之心》

- 《星海爭霸II：虛空之遺》

- 《星海爭霸 高畫質重製版》

### 支线剧情
- 《星海爭霸II：諾娃特務密令》

## 相关产品

### 相关小说
有正式翻譯者：
- 《利伯蒂的远征》（Liberty's Crusade），作者傑夫·葛伯（Jeff Grubb）
  - 改編自遊戲一代人類戰役，以麥可·利伯蒂（Mike Liberty，舊譯：麥克·里伯特）的角度看待事件，在台灣出版名叫做《星際流亡》，但英文名仍是一樣的。
- 《薩爾那加之影》（Shadow of Xel'Naga），作者蓋布瑞爾·曼斯塔（Gabriel Mesta）
  - 外傳性質作品，時間點約在一代神族戰役後、一代資料片神族戰役前。原創主角。
- 《黑暗蔓延》（Speed of Darkness），作者崔西·希克曼（Tracy Hickman）
  - 外傳性質作品，時間點約在一代人類戰役第三關。原創主角。
- 《刀鋒女王》（Queen of Blades），作者艾倫·羅森柏格（Aaron Rosenberg）
  - 改編自遊戲一代蟲族戰役，以吉姆·雷諾（Jim Raynor，舊譯：吉姆·瑞那）的角度看待事件。故事承接在星際流亡的約六星期之後。

尚未有正式翻譯者：
- 《黑暗圣堂武士》三部曲：长子（又译“首生者”）、暗影猎人、暮光。
- 《我，蒙斯克》，参照《刀锋女皇》的行文。
- 《幽灵特工》系列： 诺娃、幽魂。
- 《巨像》、《母舰》（网络短篇）：主要是介绍史前的战争机器巨像（Colossus）和母舰（Mothership）。
- 《起义》
- 《天堂的恶魔》： 吉姆·雷诺青年时代与泰库斯先从军后落草。
- 《闪点时刻》

## 游戏接受度与文化现象
| Game     | Metacritic         | Game Rankings      |
| -------- | ------------------ | ------------------ |
| 星际争霸 | 88% (PC) 80% (N64) | 93% (PC) 77% (N64) |
| 叛乱     | —                  | 48%                |
| 报应     | —                  | —                  |
| 母巢之战 | —                  | 96%                |
| 重制版   | 85%                | —                  |

《星际争霸》系列在商业上取得了重大的成功，在发售当年便在全球售出逾150万份拷贝，更荣膺当年最畅销电脑游戏称号。在之后的十年里，星际争霸共售出约950万份拷贝，其中有450万份销往了韩国。据暴雪的数据统计显示，《星际争霸》上市之后，战网的多人游戏业务增长了800% 。至今，《星际争霸》仍然是全世界最畅销的在线游戏之一。《星际争霸》发售之后在韩国迅速蹿红，有力地拉动了当地的电子竞技产业 。在韩国，电子竞技高手们拥有众多粉丝，超过三家电视台专门从事《星际争霸》电子竞技的转播工作 。《星际争霸》获得的年度游戏奖项数不胜数 ，被认为是有史以来最优秀的即时战略游戏之一，并以其风格迥异但是平衡性极强的种族设定而闻名。
虽然《星际争霸》的前两个资料片Insurrection和Retribution普遍评价不高，但母巢之战最终取得了巨大的成功，并在GameRankings的总评中得到了96%的高分。在PC Zone杂志简短而不失溢美的评论中，作者认为其品质足以安慰那些因暴雪招牌式的跳票而苦苦等待的玩家，并高度赞扬了游戏的过场动画，称其与游戏浑然一体，不显突兀。IGN评论说母巢之战提升了游戏的核心体验而不失其原汁原味，而GameSpot认为，暴雪在母巢之战倾注了大量心血，犹如对待一款全新的游戏。